# Just Beginning

Just Beginning는 2010년 5월 6일 발매된 서인국의 두 번째 미니 앨범이다.

## 특징
- 젤리피쉬엔터테인먼트와 계약한 후 처음으로 발매한 음반으로 서인국의 정식 데뷔 음반이다.
- 타이틀곡 〈사랑해 U〉는 휘성이 작사한 곡이다.
- 서인국은〈사랑해 U〉뮤직비디오에서 김민정과 함께 연기했다.
- 10일전부터 〈사랑해 U〉티저를 하나씩 공개해 화제를 모았다.
- 〈사랑해 U〉는 공개되자마자 음원사이트 멜론에 1위로 진입했다.
- Mnet 엠카운트다운 컴백 무대에서 〈마지막 생일〉을 같이 불렀다.
- 엠카운트다운에서 데뷔후 2주만에 첫 1위를 하였다.

## 트랙 리스트
| #  | 제목                        | 작사                             | 작곡           | 편곡       | 재생 시간 |
| -- | --------------------------- | -------------------------------- | -------------- | ---------- | --------- |
| 1. | 〈Beginning〉               |                                  | PJ, 이종훈     | PJ, 이종훈 |           |
| 2. | 〈사랑해 U〉                | 휘성                             | 황세준, 김도훈 | PJ         |           |
| 3. | 〈마지막 생일〉             | 박성희                           | 이규현         | 이규현     |           |
| 4. | 〈왜 웃기만 해〉            | 라이머, 황성진, 이지은, 비즈니즈 | ASSBRASS       | ASSBRASS   |           |
| 5. | 〈Prime Time〉 (Feat. 리사) | 김진환                           | 김진환         | 김진환     |           |
| 6. | 〈첫눈에〉 (Feat. 베카)     | 박장근                           | PJ,민웅식      | PJ         |           |